# Voortje
Het Voortje is een buurtschap ten zuidoosten van Mierlo in de gemeente Geldrop-Mierlo, in de Nederlandse provincie Noord-Brabant. Het ligt aan de straat Voortje, de oude weg tussen Mierlo en Lierop. Naast de buurtschap ligt de autosnelweg A67.
Dorpen: Geldrop · Hoog Geldrop · Mierlo 

Buurtschappen: Bekelaar · 't Broek · De Loo · Genoenhuis · Goor . Gijzenrooi · Heiderschoor · Hout · Hulst · Loeswijk · Luchen · Overakker · Trimpert · Voortje

Wijken van Geldrop: Akert · Braakhuizen-Noord · Braakhuizen-Zuid · Centrum · Coevering · Gijzenrooi · Skandia 

Noord-Brabant: Steden en dorpen      Nederland: Provincies · Gemeenten